# Arcidiocesi di Giuba

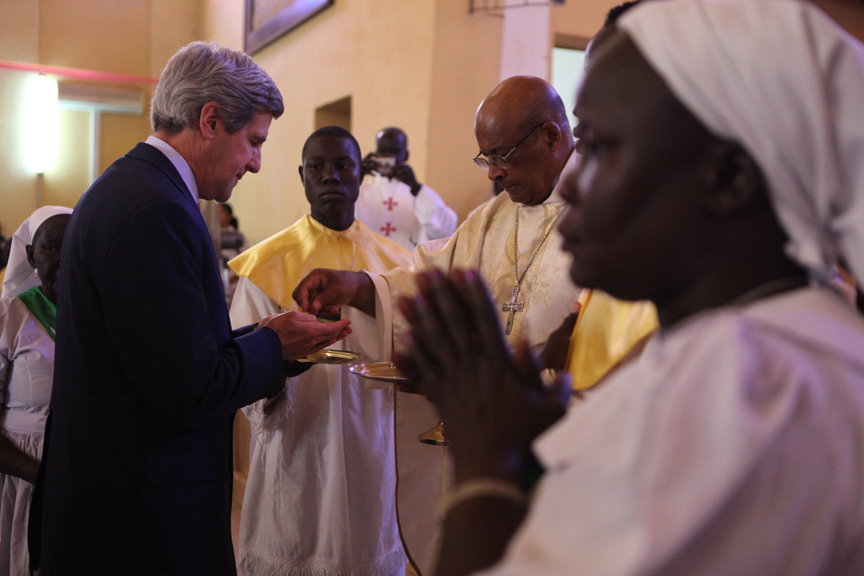
Una celebrazione eucaristica nella cattedrale di Santa Teresa, a Giuba.

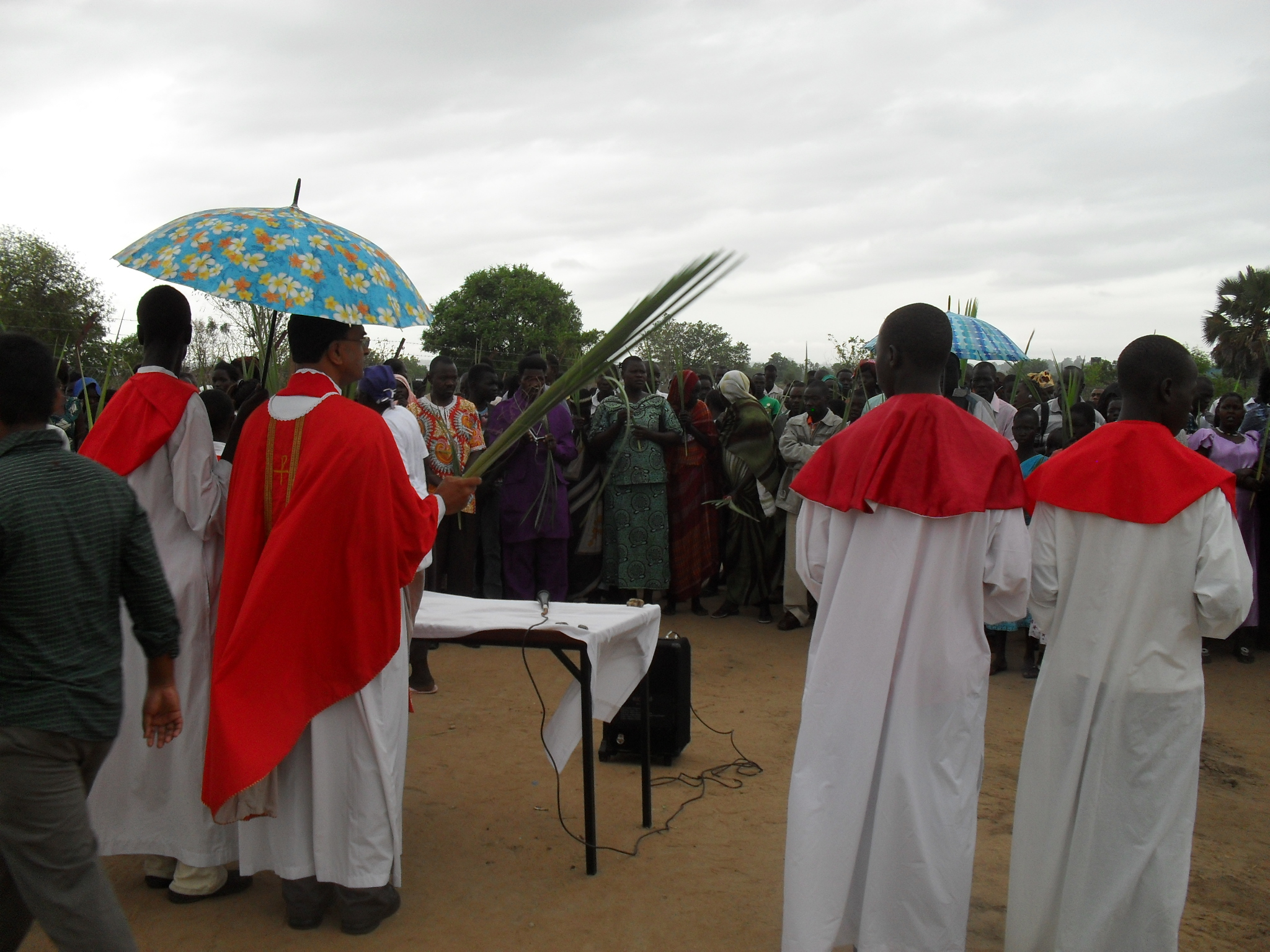
La celebrazione della domenica delle Palme nel sobborgo di Gumbo, presso Giuba.

L'arcidiocesi di Giuba (in latino Archidioecesis Iubaensis) è una sede metropolitana della Chiesa cattolica nel Sudan del Sud. Nel 2021 contava 849.000 battezzati su 1.101.750 abitanti. È retta dall'arcivescovo cardinale Stephen Ameyu Martin Mulla.

## Territorio
L'arcidiocesi si trova nello stato di Equatoria Centrale nel Sudan del Sud.
Sede arcivescovile è la città di Giuba, dove si trova la cattedrale di Santa Teresa.
Il territorio si estende su 25.137 km² ed è suddiviso in 16 parrocchie.

### Provincia ecclesiastica
La provincia ecclesiastica di Giuba, istituita nel 1974, comprende le seguenti suffraganee:
- diocesi di Bentiu,
- diocesi di Malakal,
- diocesi di Rumbek,
- diocesi di Tombura-Yambio,
- diocesi di Torit,
- diocesi di Wau,
- diocesi di Yei.

## Storia
La prefettura apostolica di Bahr el-Gebel fu eretta il 14 luglio 1927 con il breve Expedit ut di papa Pio XI, ricavandone il territorio dalla prefettura apostolica del Nilo equatoriale (oggi arcidiocesi di Gulu).
Il 3 marzo 1949 cedette una porzione del suo territorio a vantaggio dell'erezione della prefettura apostolica di Mupoi (oggi diocesi di Tombura-Yambio).
Il 12 aprile 1951 la prefettura apostolica fu elevata a vicariato apostolico con la bolla Si uberes fructus di papa Pio XII.
Il 3 luglio 1955 cedette un'altra porzione di territorio a vantaggio dell'erezione del vicariato apostolico di Rumbek (oggi diocesi).
Il 26 maggio 1961 cambiò nome in favore di vicariato apostolico di Giuba.
Il 12 dicembre 1974 il vicariato apostolico è stato elevato al rango di arcidiocesi metropolitana con la bolla Cum in Sudania di papa Paolo VI.
Il 2 settembre 1983 ha ceduto un'ulteriore porzione di territorio a vantaggio dell'erezione della diocesi di Torit.

## Cronotassi dei vescovi e arcivescovi
Si omettono i periodi di sede vacante non superiori ai 2 anni o non storicamente accertati.
- Giuseppe Zambonardi, M.C.C.I. † (1º febbraio 1928 - 1938 dimesso)
- Stjepan Mlakić, M.C.C.I. † (21 ottobre 1938 - 1950 dimesso)
- Sisto Mazzoldi, M.C.C.I. † (8 luglio 1950 - 12 giugno 1967 nominato vescovo di Moroto)
  - Sede vacante (1967-1974)
- Ireneus Wien Dud, M.C.C.I. † (12 dicembre 1974 - 28 giugno 1982 dimesso)
- Paulino Lukudu Loro, M.C.C.I. † (19 febbraio 1983 - 12 dicembre 2019 ritirato)
- Stephen Ameyu Martin Mulla, dal 12 dicembre 2019

## Statistiche
L'arcidiocesi nel 2021 su una popolazione di 1.101.750 persone contava 849.000 battezzati, corrispondenti al 77,1% del totale.
| anno | popolazione | popolazione | popolazione | presbiteri | presbiteri | presbiteri | presbiteri                | diaconi | religiosi | religiosi | parrocchie |
| anno | battezzati  | totale      | %           | numero     | secolari   | regolari   | battezzati per presbitero | diaconi | uomini    | donne     | parrocchie |
| ---- | ----------- | ----------- | ----------- | ---------- | ---------- | ---------- | ------------------------- | ------- | --------- | --------- | ---------- |
| 1950 | 35.708      | 343.200     | 10,4        | 33         | 3          | 30         | 1.082                     |         | 52        | 31        | 9          |
| 1966 | 215.850     | 500.000     | 43,2        | 6          | 6          |            | 35.975                    |         | 11        | 36        | 19         |
| 1980 | 283.861     | 834.000     | 34,0        | 21         | 11         | 10         | 13.517                    |         | 20        | 25        | 15         |
| 1990 | 228.112     | 617.644     | 36,9        | 45         | 10         | 35         | 5.069                     |         | 61        | 50        | 10         |
| 1999 | 425.384     | 726.640     | 58,5        | 20         | 19         | 1          | 21.269                    |         | 14        | 18        | 7          |
| 2000 | 429.452     | 728.188     | 59,0        | 19         | 18         | 1          | 22.602                    |         | 14        | 26        | 9          |
| 2001 | 433.454     | 733.659     | 59,1        | 21         | 20         | 1          | 20.640                    |         | 17        | 22        | 9          |
| 2002 | 438.333     | 738.825     | 59,3        | 32         | 30         | 2          | 13.697                    |         | 19        | 22        | 10         |
| 2003 | 443.371     | 742.660     | 59,7        | 32         | 32         |            | 13.855                    |         | 18        | 25        | 10         |
| 2004 | 450.348     | 748.775     | 60,1        | 31         | 31         |            | 14.527                    |         | 18        | 25        | 10         |
| 2006 | 459.703     | 754.068     | 61,0        | 38         | 38         |            | 12.097                    |         | 17        | 22        | 11         |
| 2012 | 725.814     | 921.285     | 78,8        | 58         | 40         | 18         | 12.514                    |         | 32        | 44        | 12         |
| 2013 | 745.000     | 945.000     | 78,8        | 60         | 42         | 18         | 12.416                    |         | 32        | 44        | 12         |
| 2016 | 760.000     | 985.000     | 77,2        | 62         | 47         | 15         | 12.258                    |         | 26        | 78        | 15         |
| 2019 | 806.000     | 1.045.000   | 77,1        | 74         | 48         | 26         | 10.891                    |         | 41        | 71        | 16         |
| 2021 | 849.000     | 1.101.750   | 77,1        | 73         | 47         | 26         | 11.630                    |         | 41        | 71        | 16         |